# Tour de Francia 2001
El 88.º Tour de Francia se disputó del 7 al 29 de julio de 2001 sobre un recorrido de 20 etapas más el prólogo inicial y con un total de 3453 km que el vencedor cubrió a una velocidad media de 40,070 km/h. La carrera comenzó en Dunkerque y terminó en París, en el clásico final de los Campos Elíseos.
La carrera incluyó una contrarreloj por equipos de 67 kilómetros, dos contrarrelojes individuales y cinco etapas consecutivas con final en cima de montaña, donde la segunda fue una cronoescalada de categoría especial con final en Chamrousse. Por lo tanto, todas las etapas de alta montaña se agruparon consecutivamente, con un día de descanso en medio. Los Alpes fueron visitados antes de los Pirineos. El Tour comenzó en Francia pero también visitó Bélgica en su primera semana. La etapa final ceremonial finalizó en los Campos Elíseos en París, como es tradición. Erik Zabel ganó su récord con la sexta victoria consecutiva en la clasificación por puntos.
En la 8ª etapa, disputada entre Colmar y Pontarlier, un grupo de 14 ciclistas llegó escapado a la meta con una ventaja de 36 minutos sobre el pelotón, provocando que éste llegara fuera de control, aunque fue repescado.
Dos de los ciclistas que llegaron en esa escapada, el kazajo Andrei Kivilev y el francés François Simon, que no eran de los favoritos, administraron bien la ventaja conseguida y quedaron entre los 10 primeros en la clasificación general final.
Después de que Lance Armstrong perdiera su lucha contra la Agencia Antidopaje de los Estados Unidos (USADA), fue despojado de su récord de siete títulos del Tour de Francia. La Unión Ciclista Internacional respaldó las sanciones de la USADA y decidió no adjudicar victorias a ningún otro corredor ni mejorar otras posiciones en ninguno de los eventos afectados. El Tour 2001 por lo tanto no tiene ganador oficial.

## Equipos participantes
| Equipo                | Jefe de filas        |
| US Postal Service     | Lance Armstrong      |
| Deutsche Telekom      | Jan Ullrich          |
| ONCE                  | Joseba Beloki        |
| Festina               | Christophe Moreau    |
| Fassa Bortolo         | Francesco Casagrande |
| Rabobank              | Michael Boogerd      |
| Lotto-Adecco          | Rik Verbrugghe       |
| Cofidis               | David Millar         |
| Mapei-Quick Step      | Daniele Nardello     |
| iBanesto.com          | Francisco Mancebo    |
| Crédit Agricole       | Bobby Julich         |
| Euskaltel-Euskadi     | David Etxebarría     |
| AG2R Prevoyance       | Benoît Salmon        |
| CSC-Tiscali           | Laurent Jalabert     |
| Jean Delatour         | Laurent Brochard     |
| Kelme-Costa Blanca    | Santiago Botero      |
| Bonjour               | Didier Rous          |
| Lampre-Daikin         | Marco Serpellini     |
| La Française des Jeux | Sven Montgomery      |
| Domo-Farm Frites      | Romāns Vainšteins    |
| Big Mat-Auber         | Stéphane Heulot      |

## Etapas
| Etapa   | Fecha       | Recorrido                      | Distancia (km) | Ganador                     | Líder             |
| ------- | ----------- | ------------------------------ | -------------- | --------------------------- | ----------------- |
| Prólogo | 7 de julio  | Dunkerque                      | 8,2 (CRI)      | Christophe Moreau           | Christophe Moreau |
| 1.ª     | 8 de julio  | Saint Omer-Boulogne sur Mer    | 198            | Erik Zabel                  | Christophe Moreau |
| 2.ª     | 9 de julio  | Calais-Amberes                 | 200            | Marc Wauters                | Marc Wauters      |
| 3.ª     | 10 de julio | Amberes-Seraing                | 199            | Erik Zabel                  | Stuart O'Grady    |
| 4.ª     | 11 de julio | Huy-Verdún                     | 210            | Laurent Jalabert            | Stuart O'Grady    |
| 5.ª     | 12 de julio | Verdún-Bar le Duc              | 67 (CRE)       | Crédit Agricole             | Stuart O'Grady    |
| 6.ª     | 13 de julio | Commercy-Estrasburgo           | 220            | Jaan Kirsipuu               | Stuart O'Grady    |
| 7.ª     | 14 de julio | Estrasburgo-Colmar             | 162            | Laurent Jalabert            | Jens Voigt        |
| 8.ª     | 15 de julio | Colmar-Pontarlier              | 220            | Erik Dekker                 | Stuart O'Grady    |
| 9.ª     | 16 de julio | Pontarlier-Aix les Bains       | 185            | Serguéi Ivánov              | Stuart O'Grady    |
| 10.ª    | 17 de julio | Aix les Bains-Alpe d'Huez      | 208            | Lance Armstrong Sin ganador | François Simon    |
| 11.ª    | 18 de julio | Grenoble-Chamrousse            | 32 (CRI)       | Lance Armstrong Sin ganador | François Simon    |
| 12.ª    | 20 de julio | Perpiñán-Ax 3 Domaines         | 166            | Félix Cárdenas              | François Simon    |
| 13.ª    | 21 de julio | Foix-Saint Lary Soulan         | 222            | Lance Armstrong Sin ganador | Lance Armstrong   |
| 14.ª    | 22 de julio | Tarbes-Luz Ardiden             | 144            | Roberto Laiseka             | Lance Armstrong   |
| 15.ª    | 24 de julio | Pau-Lavaur                     | 226            | Rik Verbrugghe              | Lance Armstrong   |
| 16.ª    | 25 de julio | Castelsarrasin-Sarran          | 224            | Jens Voigt                  | Lance Armstrong   |
| 17.ª    | 26 de julio | Brive la Gaillarde-Montluçon   | 200            | Serge Baguet                | Lance Armstrong   |
| 18.ª    | 27 de julio | Montluçon-Saint Amand Montrond | 61 (CRI)       | Lance Armstrong Sin ganador | Lance Armstrong   |
| 19.ª    | 28 de julio | Orleans-Évry                   | 160            | Erik Zabel                  | Lance Armstrong   |
| 20.ª    | 29 de julio | Corbeil Essonnes-París         | 150            | Ján Svorada                 | Lance Armstrong   |

## Clasificaciones
| \| \| Desierto[2] \| \| \| \| \| \| 1. \| Lance Armstrong \| Estados Unidos \| USP \| 86h 17' 28" \| \| \| 2. \| Jan Ullrich \| Alemania \| TEL \| + 6' 44" \| \| \| 3. \| Joseba Beloki \| España \| ONC \| + 9' 05" \| \| \| 4. \| Andrei Kivilev \| Kazajistán \| COF \| + 9' 53" \| \| \| 5. \| Igor González de Galdeano \| España \| ONC \| + 13' 28" \| \| \| 6. \| François Simon \| Francia \| BON \| + 17' 22" \| \| \| 7. \| Óscar Sevilla \| España \| KEL \| + 18' 30" \| \| \| 8. \| Santiago Botero \| Colombia \| KEL \| + 20' 55" \| \| \| 9. \| Marcos Serrano \| España \| ONC \| + 21' 45" \| \| \| 10. \| Michael Boogerd \| Holanda \| RAB \| + 22' 38" \| \| |                           |                |     |             |  |
| | Desierto                  |                |     |             |  |
| 1. | Lance Armstrong           | Estados Unidos | USP | 86h 17' 28" |  |
| 2. | Jan Ullrich               | Alemania       | TEL | + 6' 44"    |  |
| 3. | Joseba Beloki             | España         | ONC | + 9' 05"    |  |
| 4. | Andrei Kivilev            | Kazajistán     | COF | + 9' 53"    |  |
| 5. | Igor González de Galdeano | España         | ONC | + 13' 28"   |  |
| 6. | François Simon            | Francia        | BON | + 17' 22"   |  |
| 7. | Óscar Sevilla             | España         | KEL | + 18' 30"   |  |
| 8. | Santiago Botero           | Colombia       | KEL | + 20' 55"   |  |
| 9. | Marcos Serrano            | España         | ONC | + 21' 45"   |  |
| 10. | Michael Boogerd           | Holanda        | RAB | + 22' 38"   |  |

| \| 1. \| Erik Zabel \| Alemania \| TEL \| 252 puntos \| \| 2. \| Stuart O'Grady \| Australia \| CRE \| 244 puntos \| \| 3. \| Damien Nazon \| Francia \| BON \| 169 puntos \| |                |           |     |            |
| 1. | Erik Zabel     | Alemania  | TEL | 252 puntos |
| 2. | Stuart O'Grady | Australia | CRE | 244 puntos |
| 3. | Damien Nazon   | Francia   | BON | 169 puntos |

| \| 1. \| Laurent Jalabert \| Francia \| CSC \| 258 puntos \| \| 2. \| Jan Ullrich \| Alemania \| TEL \| 211 puntos \| \| 3. \| Laurent Roux \| Francia \| JEA \| 200 puntos \| |                  |          |     |            |
| 1. | Laurent Jalabert | Francia  | CSC | 258 puntos |
| 2. | Jan Ullrich      | Alemania | TEL | 211 puntos |
| 3. | Laurent Roux     | Francia  | JEA | 200 puntos |

| \| 1. \| Óscar Sevilla \| España \| KEL \| 86h 35' 58" \| \| 2. \| Francisco Mancebo \| España \| BAN \| + 10' 03" \| \| 3. \| Jörg Jaksche \| Alemania \| ONC \| + 47' 32" \| |                   |          |     |             |
| 1. | Óscar Sevilla     | España   | KEL | 86h 35' 58" |
| 2. | Francisco Mancebo | España   | BAN | + 10' 03"   |
| 3. | Jörg Jaksche      | Alemania | ONC | + 47' 32"   |

| \| 1. \| Kelme-Costa Blanca \| España \| KEL \| 259h 14' 44" \| \| 2. \| ONCE-Eroski \| España \| ONC \| + 4' 59" \| \| 3. \| Team Deutsche Telekom \| Alemania \| TEL \| + 41' 06" \| |                       |          |     |              |
| 1. | Kelme-Costa Blanca    | España   | KEL | 259h 14' 44" |
| 2. | ONCE-Eroski           | España   | ONC | + 4' 59"     |
| 3. | Team Deutsche Telekom | Alemania | TEL | + 41' 06"    |

## Evolución de las clasificaciones
| Etapa               | Vencedor            | Clasificación general | Clasificación por puntos | Clasificación de la montaña | Clasificación de los jovenese | Clasificación por equipos |
| ------------------- | ------------------- | --------------------- | ------------------------ | --------------------------- | ----------------------------- | ------------------------- |
| Prólogo             | Christophe Moreau   | Christophe Moreau     | Christophe Moreau        | No otorgado                 | Florent Brard                 | Festina                   |
| 1                   | Erik Zabel          | Christophe Moreau     | Erik Zabel               | Jacky Durand                | Florent Brard                 | Festina                   |
| 2                   | Marc Wauters        | Marc Wauters          | Jaan Kirsipuu            | Jacky Durand                | Robert Hunter                 | Crédit Agricole           |
| 3                   | Erik Zabel          | Stuart O'Grady        | Erik Zabel               | Benoît Salmon               | Florent Brard                 | Crédit Agricole           |
| 4                   | Laurent Jalabert    | Stuart O'Grady        | Erik Zabel               | Patrice Halgand             | Florent Brard                 | Crédit Agricole           |
| 5                   | Crédit Agricole     | Stuart O'Grady        | Erik Zabel               | Patrice Halgand             | Jörg Jaksche                  | Crédit Agricole           |
| 6                   | Jaan Kirsipuu       | Stuart O'Grady        | Erik Zabel               | Patrice Halgand             | Jörg Jaksche                  | Crédit Agricole           |
| 7                   | Laurent Jalabert    | Jens Voigt            | Erik Zabel               | Patrice Halgand             | Jörg Jaksche                  | Crédit Agricole           |
| 8                   | Erik Dekker         | Stuart O'Grady        | Stuart O'Grady           | Patrice Halgand             | Jörg Jaksche                  | Rabobank                  |
| 9                   | Serguéi Ivanov      | Stuart O'Grady        | Stuart O'Grady           | Patrice Halgand             | Jörg Jaksche                  | Rabobank                  |
| 10                  | Lance Armstrong     | François Simon        | Stuart O'Grady           | Laurent Roux                | Óscar Sevilla                 | Rabobank                  |
| 11                  | Lance Armstrong     | François Simon        | Stuart O'Grady           | Laurent Roux                | Óscar Sevilla                 | Rabobank                  |
| 12                  | Félix Cárdenas      | François Simon        | Stuart O'Grady           | Laurent Roux                | Óscar Sevilla                 | Rabobank                  |
| 13                  | Lance Armstrong     | Lance Armstrong       | Stuart O'Grady           | Laurent Jalabert            | Óscar Sevilla                 | Kelme-Costa Blanca        |
| 14                  | Roberto Laiseka     | Lance Armstrong       | Stuart O'Grady           | Laurent Jalabert            | Óscar Sevilla                 | Kelme-Costa Blanca        |
| 15                  | Rik Verbrugghe      | Lance Armstrong       | Stuart O'Grady           | Laurent Jalabert            | Óscar Sevilla                 | Kelme-Costa Blanca        |
| 16                  | Jens Voigt          | Lance Armstrong       | Stuart O'Grady           | Laurent Jalabert            | Óscar Sevilla                 | Kelme-Costa Blanca        |
| 17                  | Serge Baguet        | Lance Armstrong       | Stuart O'Grady           | Laurent Jalabert            | Óscar Sevilla                 | Kelme-Costa Blanca        |
| 18                  | Lance Armstrong     | Lance Armstrong       | Stuart O'Grady           | Laurent Jalabert            | Óscar Sevilla                 | Kelme-Costa Blanca        |
| 19                  | Erik Zabel          | Lance Armstrong       | Stuart O'Grady           | Laurent Jalabert            | Óscar Sevilla                 | Kelme-Costa Blanca        |
| 20                  | Ján Svorada         | Lance Armstrong       | Erik Zabel               | Laurent Jalabert            | Óscar Sevilla                 | Kelme-Costa Blanca        |
| Clasificación final | Clasificación final | Lance Armstrong       | Erik Zabel               | Laurent Jalabert            | Óscar Sevilla                 | Kelme-Costa Blanca        |

## Dopaje
El 14 de julio de 2001, se notificó que el ciclista español Txema del Olmo dio positivo por EPO el 7 de julio, día del Prólogo del Tour. Fue inmediatamente excluido de la carrera. El 20 de diciembre de 2001, fue absuelto por su federación porque tenía dudas sobre los controles anti-EPO de la LNDD francesa creados el año anterior. El 20 de julio de 2002, la CAS, en apelación de la UCI, suspendió al corredor durante tres años.
El 22 de octubre de 2012, la UCI rechazó la victoria de Lance Armstrong por dopaje, siguiendo el informe emitido por la Agencia Antidopaje Estadounidense.